# Omaha Knights (1939–1951)
Die Omaha Knights  waren ein Profi-Eishockey-Verein aus Omaha, Nebraska. Das Minor-League-Team war von 1939 bis 1942 in der American Hockey Association (AHA) und kehrte nach einer Unterbrechung während des Zweiten Weltkriegs 1945 auf das Eis zurück, wo sie bis 1951 in der United States Hockey League spielten. Bekanntester Spieler war Gordie Howe, der in der Saison 1945/46 bei den Knights spielte.
Unter gleichem Namen wurde 1959 ein weiteres Team in Omaha gegründet. Weitere Verwechslungsgefahr besteht mit den Omaha Ak-Sar-Ben Knights.